# Margarida Corte-Real
Margarida Corte Real (Lisboa, 1547 — Lisboa, 9 de julho de 1610) foi uma aristocrata, filha de Vasco Annes Corte Real, o terceiro do nome, que por casamento com Cristóvão de Moura foi a 1.ª condessa e a 1.ª marquesa de Castelo Rodrigo. Por morte do seu único irmão, foi herdeira da casa paterna, para o que seu pai obteve especial autorização real dispensando as suas capitanias da lei mental. Casou com Cristóvão de Moura, um dos mais fiéis apoiantes de Filipe II de Espanha, que viria a ser vice-rei de Portugal durante a União Ibérica.

## Biografia
Nasceu em Lisboa, numa fase em que a família Corte-Real já se tinha fixado na capital, fazendo-se representar nas capitanias pelos seus ouvidores. Foi filha de Vasco Annes Corte Real, o terceiro deste nome, que a partir de 1577 viria a ser o 4.º capitão do donatário em Angra e na ilha de São Jorge, e de sua esposa, D. Catarina da Silva (ou Coutinho, ou Mascarenhas), filha de D. João de Mascarenhas, capitão de ginetes dos reis D. Manuel e D. João III, e neta do conde de Borba. Foi sobrinha do humanista, poeta e pintor Jerónimo Corte-Real, senhor do morgado da herdade de Vale da Palma, em Nossa Senhora de Machede, concelho de Évora.
Seu pai, Vasco Anes Corte-Real, moço fidalgo da casa de D. João III, com 1$000 réis de moradia por mês, exerceu os cargos de capitão do donatário em Angra e na ilha de São Jorge, em ambos os casos desde 1577 até falecer em 1581, cargos para que foi confirmado por carta de 28 de novembro de 1578. Herdeiro dos exploradores do Atlântico noroeste, os irmãos Gaspar e Miguel Corte-Real, foi também confirmado no senhoriado da Terra Nova, por carta de 26 de maio de 1579 e há dúvidas se teria enviado navios para procurarem a passagem a noroeste da América, cerca de 1574.
Margarida Corte-Real tinha um irmão, o primogénito da família, e três irmãs. O seu irmão, Manuel Corte-Real, o herdeiro presumptivo das capitanias, foi morto na batalha de Alcácer-Quibir, em 1578, o que extinguiu a linha varonil da família. Nestas circunstâncias, a falta de um filho legítimo masculino não permitia assegurar a continuação da famílias na posse das capitanias de Angra e São Jorge, cuja sucessão estava sujeita à «lei mental». Contudo, Vasco Anes Corte-Real conseguiu do cardeal-rei D. Henrique uma especial autorização, emitida por alvará de 14 de agosto de 1579, que permitiria que a filha mais velha do capitão, D. Margarida Corte Real, o sucedesse como 5.º capitão do donatário em ambas as capitanias, desde que aceitasse casar com quem el-rei escolhesse e que o escolhido adoptasse o apelido de Corte-Real.
Quando em novembro de 1581 faleceu Vasco Anes Corte-Real, a situação política era crítica, pois em 25 de julho desse ano de 1581 ocorrera a batalha da Salga, estando a ilha Terceira governada pelos partidários de D. António, Prior do Crato, recusando obediência ao rei Filipe II de Espanha, que em Lisboa já era obedecido como rei de Portugal. Estas especiais circunstância aconselhavam uma particular cautela na sucessão das capitanias, colocando a ilha Terceira no centro das preocupações reais. Como nos termos do alvará que autorizava a sucessão pela via feminina, o casamento da herdeira das capitanias carecia de decisão real, Filipe II optou por casar Margarida Corte-Real com o seu principal valido em Portugal, o futuro vice-rei de Portugal, Cristóvão de Moura, 1.º conde de Castelo Rodrigo, depois 1.º marquês de Castelo Rodrigo. Com esta decisão, colocava a capitania da ilha rebelde nas mãos de um dos seu mais fiéis apoiantes.
O casamento foi celebrado em Lisboa a 18 de dezembro de 1581, tendo no acto o noivo, como previsto no alvará autorizador, adoptado o apelido Corte-Real, passando a denominar-se Cristóvão de Moura Corte-Real. Cristóvão de Moura Corte-Real foi nomeado para o governo das capitanias de sua mulher por carta régia de 27 de junho de 1582. Por carta régia datada de 14 de agosto de 1482, foi também nomeado capitão do donatário na capitania da Praia, que há alguns anos andava vaga, unificando assim a ilha Terceira sob um único capitão do donatário. Apesar destas nomeações, o casal apenas entrou na sua posse efectiva das capitanias após a rendição e saque de Angra pelas tropas de Filipe II, evento que teve lugar entre 27 e 29 de julho de 1583, na sequência do desembarque da Baía das Mós.
O acrescentamento da capitania da Praia resultou do lugar estar vago por morte de Antão Martins Homem (mais conhecido por Antão Martins da Câmara), ocorrida em 10 de julho de 1577. D. Cristóvão de Moura Corte-Real teve o titulo de conde de Castelo Rodrigo em 1594, e em 1598 o de marquês de Castelo Rodrigo, concedido por Filipe II de Portugal. Foi comendador-mor de Alcântara e vice-rei de Portugal, sendo uma das mais ricas casas senhoriais do reino.
O casal morava em Lisboa no palácio do Corpo Santo, ou «da Corte-Real», vizinho do paço real, um dos maiores e mais ricos palácios senhoriais de Lisboa, que viria a ser confiscado após a Restauração e transformado na residência do príncipe-regente D. Pedro durante a fase final do reinado de D. Afonso VI. D. Margarida Corte-Real faleceu aos 9 de julho de 1610, em Lisboa, e seu marido aos 26 de dezembro de 1613, em Madrid.

## Relações familiares
O casal teve os seguintes filhos:
1. D. Luís de Moura, faleceu criança;
2. D. Vasco de Moura, faleceu criança;
3. D. Manuel de Moura Corte-Real, 2.º marquês de Castelo Rodrigo e 1.º conde de Lumiares, 6.º capitão do donatário em Angra e em São Jorge, e ainda capitão do donatário nas capitanias da Praia e do Pico e Faial.
4. D. Catarina, faleceu criança.
5. D. Brites de Távora, mulher de D. Fernando Afán Enríquez de Ribera y Téllez-Girón, 3.º duque de Alcalá de los Gazules, vice-rei da Catalunha.
6. D. Margarida Coutinho, mulher de D. Manrique da Silva, 1.º marquês de Gouveia.
7. D. María de Mendoza, nascida em Madrid em 1590, casou com D. Afonso de Portugal, futuro 5.º conde de Vimioso e 1.º marquês de Aguiar, em Lisboa, a 23 de novembro de 1616. Após a Restauração e o consequente confisco dos bens dos Marqueses de Castelo Rodrigo, o conde de Vimioso, por ser casado com D. Maria de Mendoza, filha de D. Margarida Corte-Real, receberia as capitanias que haviam sido de Cristóvão de Moura e dos seus descendentes, nomeadamente as de Angra e Praia, na ilha Terceira, a da ilha de São Jorge e a das ilhas do Faial e Pico.